# Colaspidea oblonga
Colaspidea oblonga is een keversoort uit de familie bladkevers (Chrysomelidae). De wetenschappelijke naam van de soort werd in 1855 gepubliceerd door Charles Émile Blanchard.